# غراهام لويد
غراهام لويد (1 يوليو 1969 في المملكة المتحدة - ) (بالإنجليزية: Graham Lloyd)‏ هو لاعب كريكت بريطاني.

## وصلات خارجية
- غراهام لويد على موقع إي آس بي آن كريك إنفو (الإنجليزية)